# Trans Nation Airways
Trans Nation Airways (officiellement Trans Nation Airways Pvt. Ltd. Co. ) est une compagnie aérienne charter basée à Addis-Abeba, en Éthiopie. Elle a été fondée en 2004, après avoir reçu un certificat d'exploitation commerciale du ministère du commerce et un certificat d'opérateur aérien de l'autorité éthiopienne de l'aviation civile. TNA est membre du groupe technologique MIDROC Ethiopia. La compagnie aérienne exploite des vols réguliers depuis son hub d'Addis-Abeba vers diverses destinations nationales.

## Flotte
La flotte de Trans Nation Airways se compose, en août 2019, des appareils suivants :